# سیارک ۱۱۱۵۱
سیارک ۱۱۱۵۱ (به انگلیسی: 11151 Oodaigahara، نامگذاری:1997YZ2) یازده هزار و صد و پنجاه و یکمین سیارک کشف شده‌است که در ۲۴ دسامبر ۱۹۹۷ کشف شد.
قدر مطلق سیارک برابر ۴۴.۶ است.